# Spyker C4
Spyker C4 – samochód osobowy produkowany przez holenderskie przedsiębiorstwo motoryzacyjne Spyker od roku 1921.

## Dane techniczne Spyker C4

### Silnik
- R6 5700 cm³[1]
- Układ zasilania: b.d.
- Średnica cylindra × skok tłoka: b.d.
- Stopień sprężania: b.d.
- Moc maksymalna: 40 KM (30 kW)[1]
- Maksymalny moment obrotowy: b.d.

### Osiągi
- Przyspieszenie 0–80 km/h: b.d.
- Przyspieszenie 0–100 km/h: b.d.
- Prędkość maksymalna: 140 km/h[1]